# Edmond Haraucourt
Edmond Marie Félix Haraucourt, (Bourmont (Alt Marne), 18 d'octubre, 1856 - París, 17 de novembre, 1941), va ser un poeta i novel·lista francès, a més de compositor, lletrista, periodista, dramaturg i conservador de museus.

## Biografia
Edmond Haraucourt va començar la seva carrera d'escriptor amb la publicació d'una col·lecció de sonets eròtics considerats escandalosos per a la seva època, La Légende des sexes, poèmes hystériques et profanes (La llegenda dels sexes, poemes histèrics i profans), publicada el 1882 amb el pseudònim "Le Sire de Chambley", i que contenia el "Sonet punxegut", que prefigurava els cal·ligrames de Guillaume Apollinaire.
Va ser conservador del Museu d'Escultura Comparada del Palais du Trocadéro (París) de 1894 a 1903 i del Museu de Cluny de la mateixa ciutat de 1903 a 1925. Un retrat seu està gravat a la base de Força brutal sufocant el geni, una obra de marbre de Cyprien Godebski (1888, Museu d'Art de Toulon). Va ser membre dels Hydropathes i col·laborador de La Jeune France. Va ser president de la Société des gens de lettres de 1920 a 1922.
Louis Baudier de Royaumont va llogar l'antic apartament de Balzac al carrer Raynouard, al districte de Passy, el 16 de maig de 1908, i el va convertir en un museu, que va ser inaugurat oficialment el 16 de juliol de 1910, amb Edmond Haraucourt representant el ministre de Belles Arts. Va viure a Saint-Dizier, a la regió nord de l'Alta Marne, en una casa situada al centre del carrer del Docteur Mougeot.
Va llegar la seva propietat, situada a l'illa de Bréhat (Côtes-d'Armor), a la Cité internationale universitaire de Paris.
Està enterrat a París al cementiri de Père-Lachaise (89a divisió).

## Distincions
- Gran oficial de la Legió d'Honor

## Rondel de comiat
Un dels seus poemes més coneguts, "Rondel de comiat", publicat a Seül el 1890, va ser musicat per Paolo Tosti el 1902.
| « | "Partir, c'est mourir un peu, C'est mourir à ce qu'on aime: On laisse un peu de soi-même En toute heure et dans tout lieu. C'est toujours le deuil d'un vœu, Le dernier vers d'un poème; Partir, c'est mourir un peu. C'est mourir à ce qu'on aime. Et l'on part, et c'est un jeu, Et jusqu'à l'adieu suprême C'est son âme que l'on sème, Que l'on sème à chaque adieu... Partir, c'est mourir un peu." | » |

La versió impresa del llibre "Perles de la poésie Française contemporaine" (Perles de la poesia francesa contemporània), Brussel·les 1906, difereix en dos aspectes del manuscrit original. A la segona línia, "qu'on" se substitueix per "que l'on", i aquesta línia s'afegeix com a vuitena línia. Això resulta en un rondel francès perfecte.

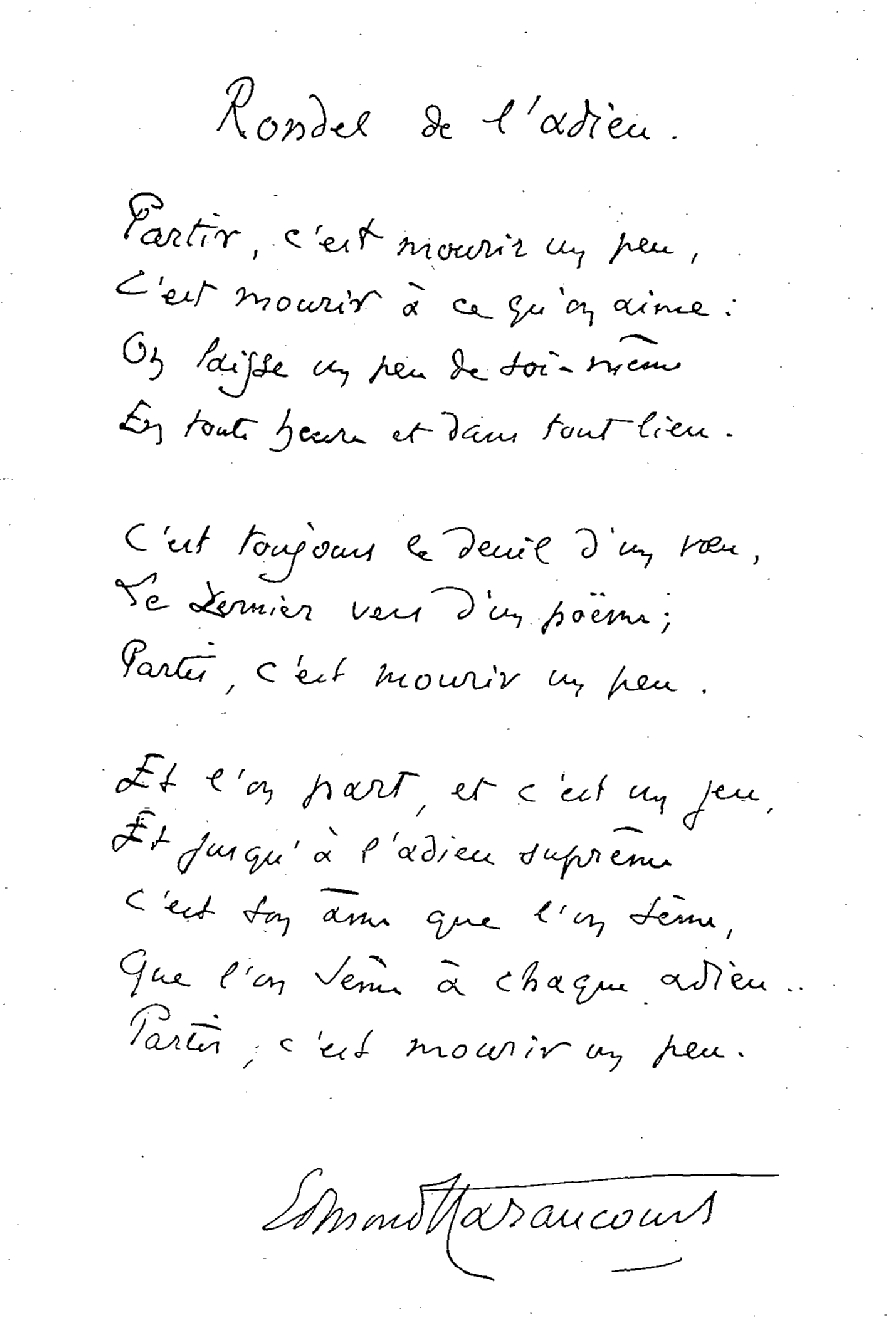
Manuscrit autographe du Rondel de l'adieu.

- La Légende des sexes, poèmes hystériques et profanes, 1882
- L’Âme nue, 1885
- Amis, roman, 1887
- Seul, roman en vers, 1890
- L'Antéchrist, 1893
- L'Effort. La Madone. L'Antéchrist. L'Immortalité. La Fin du monde, 1894
- Don Juan de Mañara, 1898
- Jean Bart, 1900
- Les Naufragés, 1902
- Les Benoît, 1904
- La Peur, 1907
- Trumaille et Pélisson, 1908.
- Dieudonat, roman, 1912
- Daâh, le premier homme, roman, 1914
- La Démoralisation par le livre et par l'image, 1917
- Choix de poésies, 1922
- L'Oncle Maize, 1922
- Vertige d'Afrique, roman, 1922
- L'Histoire de la France expliquée au musée de Cluny, 1922
- L'Amour et l'Esprit gaulois à travers l'histoire du siècle XV a XX, 4 vol., 1927-1929
- Autre temps, lithographies et dessins de Charles Léandre, 1930
- Le Livre de mon chien, 1939
- Mémoires des jours et des gens, 1946

## Obra dramàtica i musical
- Shylock, comèdia en tres actes i set escenes, en vers, després Shakespeare, música de Gabriel Fauré, París, théâtre de l'Odéon, 14 desembre 1889
- La Passion, misteri en dues cançons i sis parts, París, sala de "Cirque d'hiver", 4 abril 1890
- Héro et Léandre, poema dramàtic en tres actes, música de P. L. Hillemacher, París, Le Chat noir, 24 de novembre de 1893. Disponible a
- Don Juan de Mañara, drama en cinc actes, en vers, romanç i música incidental de Paul Vidal, París, "théâtre de l'Odéon", 8 març 1898
- Jean Bart, nou drama en 5 actes i 7 escenes, París, "Théâtre de la Porte-Saint-Martin", 5 d'abril 1900
- Les Oberlé, obra en 5 actes, basada en la novel·la de René Bazin, París, "Théâtre de la Gaîté", 17 novembre 1905
- Quatre Poèmes d’Edmond Haraucourt, música de Charles Koechlin, Obres vocals amb orquestra, opus 7, 1905
- Circé, poema líric en 3 actes, música de P. L. Hillemacher, París, Teatre Nacional de l'Opéra-Comique, 17 d'abril 1907

Lletra de la cançó

- Ouvre, cançó (lletra i música), interpretada per Suzy Solidor, 1933
- Le Bleu des bleuets, interpretada per Mathé Altéry
- Chanson de l'adieu, interpretada per Mathé Altéry

## Premis
- Va guanyar el Premi de Poesia de l'Acadèmia Francesa el 1891 per La mort del viking i el 1901 per El segle XIX.[4]
- Va guanyar el Premi Archon-Despérouses el 1899 per Les edats, l'esperança del món.[5]